# گاراکولوب
گاراکولوب (به لاتین: Garakolob) یک منطقهٔ مسکونی در روسیه است که در داغستان واقع شده‌است.